# Atakan Mert Özdemir
Atakan Mert Özdemir (* 19. Juli 2004 in Osmaniye) ist ein türkischer Fußballspieler, der als zentraler Mittelfeldspieler für Samsunspor spielt.

## Karriere
Özdemir begann seine Karriere 2016 in der Jugendverein von Osmaniyespor. 2020 unterzeichnete er im Alter von 16 Jahren seinen ersten Profivertrag. Sein Debüt in der ersten Mannschaft gab er am 1. Mai 2021 in einem Spiel der 3. Liga gegen Batman Petrolspor.
Im August 2021 wechselte Özdemir zu Samsunspor, wo er zunächst in der U19-Mannschaft spielte. Am 1. Juli 2022 wurde er in die erste Mannschaft befördert. Am 1. September 2023 kehrte er zu Osmaniyespor FK zurück und unterzeichnete einen Vertrag bis zum 30. Juni 2028.